# Adelbach (Kocher)
Der Adelbach ist ein Bach im nordöstlichen Baden-Württemberg von 4,8 km Länge, der im Westen der Limpurger Berge entsteht und bei Gaildorf-Ottendorf von rechts in den Kocher mündet.

## Geographie

### Verlauf
Der Adelbach entsteht westlich der Kohlenstraße am Westrand des dortigen Waldgewanns Muselmoor. Es wird von einem Waldweg durchlaufen, der von der Kohlenstraße abgeht und dann nach einem kleinen Rechtsknick in Richtung zur Vorderen Antebachshalde in die beginnende Talung des Baches herabführt. Der junge Bach läuft als Graben dem Waldweg parallel nach Westnordwesten. Er gräbt sich recht schnell eine kleine Lehmschlucht in seine großräumigere Mulde und hat schon nach gut 100 Metern linksseitig eine steile Böschung geschaffen. Nach gut 300 m läuft vom Schneckenbrunnen her sein wenig kürzerer rechter Quellast zu. Während er so zwischen den Waldhanggewannen Vordere Antebachshalde links und Taubenhalde rechts fließt, überquert ihn nach etwa 700 m ein Abzweig des begleitenden Waldweges, der nach Norden zur Michelbacher Festwiese am Westausläufer des Kohlhäus hochführt, dann stößt nach knapp einem Kilometer von rechts der Taubenbach aus dem südlichen Kohlhäu zu ihm. Dicht am Fuß seines linken Muldenabbruchs dreht er sich hier nach links und fließt danach bis zur Mündung stets in ungefähr südsüdwestlicher Richtung.
Nach etwa 1,2 km erreicht ihn von rechts ein Zufluss aus dem Ghöll, der in einem ebenfalls auffällig steilwandigen Trog läuft, nach 2,2 km schließlich auf 357,1 m ü. NHN von links aus der Hinteren Antebachshalde sein größter Nebenbach, der zu seinem Oberlauf ungefähr parallele Antebach. Ab hier läuft der Adelbach zwischen dem Schneitberg links, einem bewaldeten Ausläufer der Limpurger Berge, und dem selbständigen kleinen Massiv aus Buchhorn und Adelberg rechts zunächst bis zum Adelbacher Wirtshaus (eine Ortswüstung), wo er die offene Flur erreicht, das Fahrsträßchen Michelbach-Hirschfelden–Gaildorf-Eutendorf in sein Tal eintritt und er bald auf Gaildorfer Gebiet einfließt. Nach der Ausweitung der Talflur die unteren Hänge hoch zeigen sich nach über 3,5 km des Adelbach-Laufes dort die ersten Gebäude, verstreute Schuppen und Einzelgehöfte. Etwa einen Kilometer vor der Mündung geht linksseitig vom Bach ein alter Kanal ab, der etwa 300 m weiter talab eine ehemalige Sägemühle erreicht; er führt ihr heute kein Wasser mehr zu, der alte Staubereich dient heute als Fischteich. Alle diese Siedlungsplätze gehören unter dem Namen Adelbach zu Gaildorf. Schließlich unterquert der Adelbach bei der isolierten Häusergruppe Adelbachstraße Nr. 9–12/1 von Gaildorf-Ottendorf die Bahnstrecke Waiblingen–Schwäbisch Hall-Hessental und mündet dann wenige Schritte weiter nach 4,8 km von rechts in den Kocher, dessen Tal hier fast gegenläufig heranzieht.

### Einzugsgebiet
Der Adelbach hat ein Einzugsgebiet von 5,9 km² Größe, das im Naturraum der Schwäbisch-Fränkischen Waldberge liegt, der Oberlauf und der Großteil des Einzugsgebietes im Unterraum Limpurger Berge, der Unterlauf und das restliche Einzugsgebiet im Unterraum Gaildorfer Becken. Es bildet einen meist etwa einen Kilometer breiten Schlauch um den Gewässerlauf, der jedoch im Bereich des westnordwestlich ziehenden Oberlaufs, wo der größte Zufluss Antebach im Süden in etwa 700 m Entfernung parallel verläuft, eine Breite von fast zwei Kilometern erreicht.
Im Norden grenzt an den des Adelbachs der Einzugsbereich des für die Gemeinde Michelbach an der Bilz namengebenden Bachs, die Wasserscheide verläuft dort vom ebenfalls mit namengebenden Hügel Bilz im Nordwesten nach Osten über die Kammlinie des Michelbacher Kohlhäus zur Kohlenstraße im Nordosten. Von dort folgt sie recht genau der Kohlenstraße, nordöstlich und östlich liegen dort jenseits nacheinander die Einzugsgebiete des Brühlbachs, des Lustbachs und des Rotbachs an, die alle in deren Abschnitt zwischen Herlebach und Oberfischach in die Fischach münden. Die Wasserscheide knickt kurz vor der Kaiserlinde an der Kohlenstraße nach Westen ab und zieht, der Kammlinie des Schneitbergs folgend, schließlich nach Süden, dort konkurriert mit ihren Zuflüssen erst im Süden, dann im Südosten die Eutendorfer Steppach, die in südöstlich versetzten Gleichlauf mit dem Adelbach zum Kocher läuft. Von der Mündung bei Ottendorf zieht die Wasserscheide mit einem anfänglich kurzen Bogen nach Westen hoch auf den Gipfel des Adelbergs, worauf sie in nördlicher Richtung der Kammlinie des Buchhorns folgt. Dort konkurrieren im Westen vor dem nahen Kocher nur unbedeutende Hangbäche. Von der Häusergruppe auf dem Nordostgipfel des Buchhorns zieht die Wasserscheide mit einem kleinen West-Schlenker auf den Geigenberg bei Michelbach-Höll weiter nach Norden zur Bilz zurück. Auf diesem Abschnitt entwässert jenseits der Rattersbach die Flurbucht zwischen Buchhorn und Bilz zum Kocher.

### Zuflüsse und Seen
Hierarchische Liste der Zuflüsse und  Seen, jeweils von der Quelle zur Mündung. Gewässerlänge, Seefläche, Einzugsgebiet und Höhe nach den entsprechenden Layern auf der Onlinekarte der LUBW. Andere Quellen für die Angaben sind vermerkt.
Ursprung des Adelbachs auf etwa 481 m ü. NHN am Westrand des Waldgewanns Muselmoor etwa 2,5 km ostsüdöstlich von Michelbach an der Bilz-Hirschfelden.
Der Bach fließt zunächst westlich bis westnordwestlich.
- (Zufluss vom Schneckenbrunnen), von rechts und Nordosten auf etwa 435 m ü. NHN, ca. 0,2 km[LUBW 7] und ca. 0,1 km².Die Quelle Schneckenbrunnen liegt auf etwa 487 m ü. NHN.
- Taubenbach, von rechts und Ostnordosten auf etwa 393 m ü. NHN, 0,5 km und ca. 0,2 km². Entsteht auf etwa 462 m ü. NHN an einer Kurve eines Waldwegs auf halber Höhe des Kohlhäus.
- (Bach aus einem Klingenriß im Wald Bödemle) , von rechts und Nordnordosten auf etwa 383 m ü. NHN ca. 0,3 km östlich der Scheunen im Löhle, über 0,3 km[LUBW 7] und ca. 0,5 km². Entsteht auf etwa 395 m ü. NHN.
Ab diesem Zufluss läuft der Adelbach südwestwärts.
- Antebach, von links und Osten auf 357,1 m ü. NHN[LUBW 2] östlich-unterhalb von Michelbach-Buchhorn, 2,4 km und ca. 1,3 km². Entsteht auf etwa 472 m ü. NHN nahe an einem Wegabzweig von der Kohlenstraße.
  - (Drei Zuflüsse aus kleinen Nebenklingen), von links vom Katzengehrn und von rechts vom Muselmoor auf etwa 445–435 m ü. NHN, allenfalls etwas über 0,1 km[LUBW 7] und sämtliche unter 0,1 km².
  - Katzengehrbach, von links und Südosten auf 425,8 m ü. NHN[LUBW 2] zwischen den Waldgewannen Katzengehrn, Birkenschnäue und Hintere Antebachshalde, 0,8 km und knapp 0,2 km². Entsteht auf etwa 483 m ü. NHN knapp 0,2 km westlich des nächsten Wegabzweigs von der Kohlenstraße zum Schneitberg.
  -  Durchfließt auf etwa 395 m ü. NHN und etwas darunter zwei unmittelbar aufeinanderfolgende Waldweiher, zusammen 0,4 ha.
- (Bach aus der Hirtenklinge), von links und Osten auf etwa 354 m ü. NHN wenig nach dem vorigen, über 0,2 km[LUBW 7] und über 0,1 km². Entsteht auf etwa 382 m ü. NHN nahe am Waldweg, über den der Wanderweg Einkorn–Gaildorf verläuft.
- (Bach von der nördlichen Kochhalde), von rechts und Nordwesten auf etwa 348 m ü. NHN nahe dem Wirtschaftsweg Hirschfelden–Adelbach und dem dortigen ehemaligen Adelbacher Wirtshaus, ca. 0,4 km[LUBW 7] und knapp 0,2 km². Entsteht auf etwa 400 m ü. NHN südlich von Buchhorn an einem Waldweg.
- Bei den Häusern Eutendorf-Adelbach Nr. 2 links Abgang eines einst über 0,3 km[LUBW 7] langen Kanals, der zu einer ehemaligen Sägmühle aus den Häusern Nr. 1, 1/1, 1/2 und 4 hinzog, jetzt aber längstenteils kein Wasser mehr führt.
  -  länglicher Fischteich auf etwa 330 m ü. NHN am Endabschnitt ds Kanals vor Adelbach, Haus Nr. 1
  - (Graben vom Forzbrunnen), von links und Osten in den Fischteich, ca. 0,6 km[LUBW 7] und unter 0,2 km². Der Forzbrunnen liegt auf etwa 345 m ü. NHN am Mittellauf. Die Wasserführung ist auf Karten durch Strichelung als intermittierend ausgewiesen, es ist aber selbst bei Trockenheit zumindest teilweise sehr starke Wasserführung am Unterlauf zu beobachten, vielleicht durch Pumpenwasser aus dem Gipsbruch bei Eutendorf.

Mündung des Adelbachs von rechts und zuletzt Nordosten auf 312,4 m ü. NHN an der Bahndammunterführung der Gaildorf-Ottendörfer Adelbachstraßes in den Kocher. Der Adelbach ist 4,8 km lang und hat ein 5,9 km² großes Einzugsgebiet.

### Ortschaften
Die ersten etwa drei Kilometer des Adelbachs wie das zugehörige Einzugsgebiet liegen ganz bzw. fast ganz auf der Gemarkung der Gemeinde Michelbach an der Bilz, nämlich bis etwa 200 m südlich der Stelle, wo der Bach am Adelbacher Wirtshaus die Flurgrenze erreicht, womit dieser Gemeinde etwa zwei Drittel des Einzugsbereiches angehören. Danach ist das Gewässer auf dem Gebiet der Stadt Gaildorf – mit unbedeutenden Abweichungen – bis zu den Häusern Eutendorf-Adelbach Nr. 1, 1/1, 1/2 und 4 die Grenze zwischen den Teilgemarkungen von Ottendorf im Westen und Eutendorf im Osten, die früher selbstständige Gemeinden waren; von den verstreuten Gehöften von Adelbach gehörten damals diejenigen links des Baches zur Gemeinde Eutendorf und die rechts davon zur Gemeinde Ottendorf, weshalb sie heute noch diesen verschiedenen Gemarkungen angehören. Auf dem Reststück erklimmt diese Gemarkungsgrenze langsam den linken Bachmuldenhang.
Ein Waldzipfel von 5–6 ha auf dem südlichen Buchhorn gehört zur Westheimer Gemarkung der Gemeinde Rosengarten, entwässert aber zum Adelbach, ebenso ragt ein mit 3–4 ha noch kleinerer Zipfel der Eutendorfer Gemarkung oberhalb der Quelle des Zuflusses Antebach in das Einzugsgebiet.

## Geologie
Der Adelbach entsteht, ganz gleich auch der zufließende Antebach, auf der Kieselsandstein-Hochfläche (Hassberge-Formation) der westlichen Limpurger Berge, im Bereich, wo diese in westsüdwest-ostnordöstlicher Richtung von der weitreichenden tektonischen Senkungsstruktur der Neckar-Jagst-Furche gequert werden. Zwei nachgewiesene Störungslinien derselben, jeweils mit der Tiefscholle im Süden, verlaufen nördlich des Adelbach-Oberlaufes quer durch das Kohlhäu bzw. zwischen diesem und dem Antebach im Süden über die langgezogene Antebachsebene, die beide Täler trennt. Eine weitere solche Linie, diesmal mit der Hochscholle im Süden, verläuft im östlichen Bereich etwas südlich der Wasserscheide zur Steppach, quert dann, hier nicht sicher nachgewiesen, das mittlere Tal und trennt jenseits auf dem kleinen Massiv den südlichen Adelberg-Gipfel vom restlichen Adelberg und Buchhorn, in der Natur kenntlich an einem wenig eingetieften und schmalen Sattel, den ein Waldweg auf der Höhe nutzt.
Die Oberläufe tiefen sich rasch durch die gesamte Schichtenfolge ein bis in den Gipskeuper (Grabfeld-Formation), ohne dass die Geologische Karte breite Verebnungsflächen im Schilfsandstein (Stuttgart-Formation) dazwischen anzeigte; der Schilfsandstein ist hier in der nur wenige Meter mächtigen, sandig-tonigen Normal- oder Stillwasserfazies ausgebildet, jedoch in kurzer Entfernung nördlich von Eutendorf bereits wieder in der mächtigen Flutfazies. Zur Rechten des Adelbachlaufes treten im Einzugsgebiet am Südhang der Bilz und zwischen Michelbach-Höll und dem Löhle Gipssteinlagen auf, südlich der tektonischen Mulde dann wieder am westlichen Hang, wo vor der Südspitze des Schneitbergs ein kleiner Tagebau auf Gips bei Eutendorf im Betrieb ist; die hier ergrabenen Schichten ziehen sich linksseitig bis zur Mündung hin. Den Schneitberg selbst erklimmt von Eutendorf her ein Hohlweg, an dem die Schichtenfolge des Gipskeupers bis hoch zum Schilfsandstein aufgeschlossen ist. Das Bachbett erreicht im Bereich der Adelbacher Streusiedlung den Unterkeuper, der sich weiter talab auch in die unteren Teile zulaufender kleiner Mulden ausbreitet. Die letzten Häuser am Bachlauf keine 100 m vor der Mündung stehen erstmals und gerade noch auf dem Oberen Muschelkalk, der weiter kocherabwärts im Bereich der Neckar-Jagst-Furche unters Talniveau des Flusses abtaucht.

## Klima
Im oberen und mittleren Adelbachtal hält sich durch die Höhenlage bzw. weil die tiefstehende Sonne den Talboden fast nur bescheint, wenn sie in Talrichtung steht, der Schnee noch lange, wenn er im Kochertal schon abgetaut ist, die Vegetation setzt deshalb im Frühjahr erst spät ein.

## Umwelt

### Landschaftsbild
Der Oberlauf des Adelbachs liegt in einer steilen Lehmklinge, mit Erreichen des Gipskeupers läuft der Bach, ebenso wie seine Zuflüsse in diesem Bereich, in einem schmalen Trog mit Steilböschungen weiter, in dem er gleichwohl heftig mäandriert und kleine Sandbänke ablagert. Ab dem Adelbacher Wirtshaus tritt er in die Grünflur über und verläuft wenig danach nurmehr als wenig eingetiefter Wiesenbach in einer recht weiten Wiesenmulde, durchweg begleitet von Ufergehölz. Die Flur weitet sich, links zuerst, die Hänge hoch, dort liegen kleine Bauminseln in Viehweiden; Baumreihen und Hecken säumen alte, unbefestigte Hangfeldwege und markieren alte Grundstücksgrenzen, manchmal entlang der Böschungen von Geländeterrassen, wodurch die Landschaft insgesamt ein kleinräumiges Gepräge erhält. Die verstreuten Höfe sind teils von Streuobstwiesen umstanden. Die ersten Äcker treten erst nach den ersten Häusern von Adelbach oberhalb der engeren Talmulde auf.
Von den 5,9 km² des Einzugsgebietes sind insgesamt mehr als zwei Drittel von Wald bestanden, überwiegend mit Mischwald, in dem im nördlichen Bereich mehr Laub- und im südlichen, auf Schneitberg und Buchhorn / Adelberg mehr Nadelwald eingestreut ist. Die freie Flur zerfällt im Wesentlichen in zwei Teilgebiete: Das mit etwa 0,7–0,8 km² kleinere im Nordwesten des Einzugsgebietes, das sich vom Südhang von Bilz, dem unteren Teil des Martinsreute genannten Südwesthangs des Kohlhäus, das Löhle bis hinauf zum Nordostgipfel des Buchhorns zieht und im Osten bis an die Muldenränder des Bachs aus dem Ghöll und des Adelbachs selbst reicht. Hiervon wird der größere Teil ackerbaulich genutzt. Das mit etwa 1,0–1,1 km² größere zusammenhängende Stück liegt im Süden des Einzugsgebietes ab dem Adelbacher Wirtshaus, in ihm dominiert das Grünland über die Äcker.

## Wanderwege
Durchs Adelbachtal zieht ein Wanderweg auf der Ostseite des Kochers von Schwäbisch Hall über den Einkorn nach Gaildorf. Der Einstieg von Norden her ist von der Bilz her möglich oder auch vom Michelbacher Festplatz auf der auslaufenden Kohlhäu-Spitze her durchs Ghöll. An der unteren Gehöftgruppe links des Baches verlässt der Wanderweg nach Gaildorf dann in südlicher Richtung das Tal links den flachen Flurhang hinauf zu einer Lindengruppe an einem Steinkreuz westlich von Eutendorf.
Vom Osten her von der Kohlenstraße ist das Südsüdwesttal am besten über den Weg auf dem Kamm des Schneitbergs erreichbar, von dem bald rechts ein Abzweig fast bis ins Antebachtal absteigt, um sich weiter unten mit dem Weg von der genannten Festwiese zu vereinen. Vom Gipfel des Adelbergs führt ein anfangs steiler und unbefestigter Steigenweg weiter unten an einem Wasserbehälter vorbei zu den drei Gehöften auf der westlichen, Ottendorfer Seite des Bachtals.

### LUBW
Amtliche Online-Gewässerkarte mit passendem Ausschnitt und den hier benutzten Layern: Lauf und Einzugsgebiet des Adelbachs

Allgemeiner Einstieg ohne Voreinstellungen und Layer: Daten- und Kartendienst der Landesanstalt für Umwelt Baden-Württemberg (LUBW) (Hinweise)
1. 1 2  Höhe nach dem Höhenlinienbild auf dem Hintergrundlayer Topographische Karte.
2. 1 2 3 4  Höhe nach grauer Beschriftung auf dem Hintergrundlayer Topographische Karte.
3. 1 2  Länge nach dem Layer Gewässernetz (AWGN).
4. 1 2  Einzugsgebiet nach dem Layer Basiseinzugsgebiet (AWGN).
5. ↑  Seefläche nach dem Layer Stehende Gewässer.
6. ↑  Einzugsgebiet abgemessen auf dem Hintergrundlayer Topographische Karte.
7. 1 2 3 4 5 6 7  Länge abgemessen auf dem Hintergrundlayer Topographische Karte.

### Andere Belege und Anmerkungen
1. ↑  Abfluss-BW - Daten und Karten
2. ↑  Die Einwohnerzahl wurde sehr konservativ nach oben abgeschätzt. Es gibt 20 Hausnummern im Einzugsbereich, nach fast vollständigem Augenschein sind es nur Einzelhäuser oder -gehöfte.
3. ↑  Nach Auskunft des Mühlanwesensbesitzers versiegte der Durchfluss nach Grabungsarbeiten bei der Verlegung einer querenden Wasserleitung. Der Kanal ist inzwischen auch teilweise aufgefüllt, die begleitende Gehölzreihe steht noch.
4. ↑  Wolf-Dieter Sick: Geographische Landesaufnahme: Die naturräumlichen Einheiten auf Blatt 162 Rothenburg o. d. Tauber. Bundesanstalt für Landeskunde, Bad Godesberg 1962. → Online-Karte (PDF; 4,7 MB)
5. ↑  LGRB-Geotopsteckbrief: Hohlweg im Gewann Westhalden NNW von Eutendorf (PDF, 347 KB)
6. ↑  Geologie nach den Layern zu Geologische Karte 1:50.000 auf: Mapserver des Landesamtes für Geologie, Rohstoffe und Bergbau (LGRB) (Hinweise). Ein ähnliches Bild bietet die Geologische Karte des Naturparks Schwäbisch-Fränkischer Wald 1:50.000, herausgegeben vom Landesamt für Geologie, Rohstoffe und Bergbau Baden-Württemberg (LGRB), 2001.